# Clarke Lewis

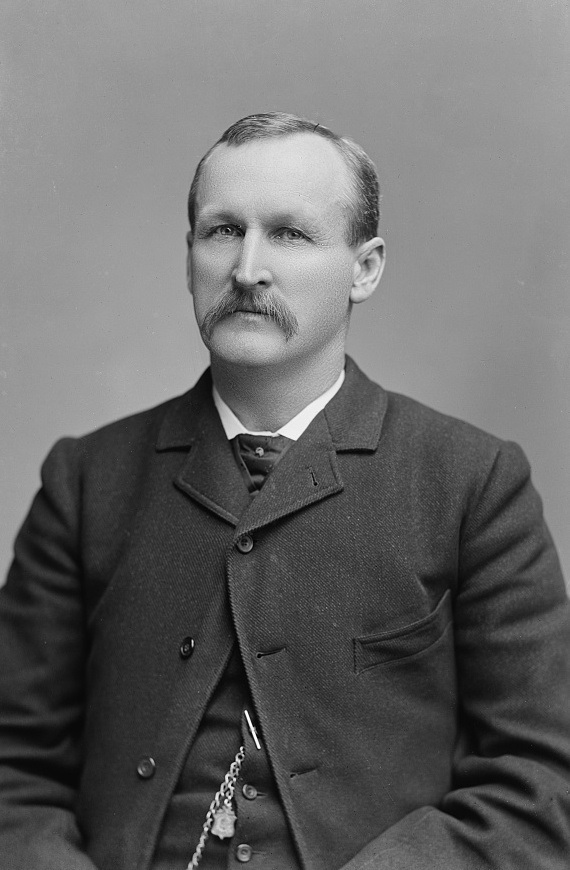
Clarke Lewis

Clarke Lewis (* 8. November 1840 in Huntsville, Alabama; † 13. März 1896 bei Macon, Mississippi) war ein US-amerikanischer Politiker. Zwischen 1889 und 1893 vertrat er den siebten Wahlbezirk des Bundesstaates Mississippi im US-Repräsentantenhaus.

## Werdegang
Bereits im Jahr 1844 kam Clarke Lewis mit seiner Mutter in das Noxubee County im Staat Mississippi. Dort besuchte er die öffentlichen Schulen und später das Somerville Institute. Danach unterrichtete er selbst für einige Jahre als Lehrer. Während des Bürgerkrieges war er Soldat in der Armee der Konföderierten Staaten. Nach dem Ende des Krieges arbeitete Lewis zunächst wieder als Lehrer. In den Jahren 1866 und 1867 wurde er dann Angestellter in einem Laden. Danach war er bis 1879 sowohl im Handel als auch in der Landwirtschaft tätig.
Lewis war Mitglied der Demokratischen Partei. Im Jahr 1878 gehörte er dem Repräsentantenhaus von Mississippi an. Bei den Kongresswahlen des Jahres 1888 wurde er in das US-Repräsentantenhaus in Washington gewählt, wo er am 4. März 1889 die Nachfolge von Frederick G. Barry antrat. Nach einer Wiederwahl im Jahr 1890 konnte Lewis bis zum 3. März 1893 zwei Legislaturperioden im Kongress absolvieren.
Nach dem Ende seiner Zeit im Kongress widmete sich Lewis wieder seinen privaten Interessen und hierbei vor allem der Landwirtschaft. Er starb im März 1896 in der Nähe von Macon.